# Konyhai csótány
A konyhai csótány, közönséges csótány, konyhai sváb, vagy svábbogár (Blatta orientalis), a rovarok (Insecta) osztályába, a csótányok (Blattodea) rendjébe és a csótányfélék (Blattidae) családjába tartozó faj.
Az egyik legelterjedtebb kártevő rovarfaj, az emberek körében jelentős közutálatnak "örvend".

## Elterjedése
A behurcolások következtében ma már világszerte elterjedt a faj. Egyes vélekedések alapján eredetileg a dél-orosz területekről, más források szerint viszont Közép-Afrikából származik.

## Megjelenése
A kifejlett példányok elérhetik a 20–27 mm-es hosszúságot; színezetük a vöröses sötétbarnától a feketéig terjed. A hímek szárnya nagyjából a potroh 2/3 részéig ér, a nőstények szárnyatlanok; mindkét ivar röpképtelen. Csápja akár a testhosszal megegyező hosszúságú is lehet. Minden végtagja erős futóláb.
A nimfák kikelésükkor hasonlítanak a kifejlett egyedekhez, de minden esetben szárnyatlanok, valamint kisebbek a felnőtteknél.

## Életmódja

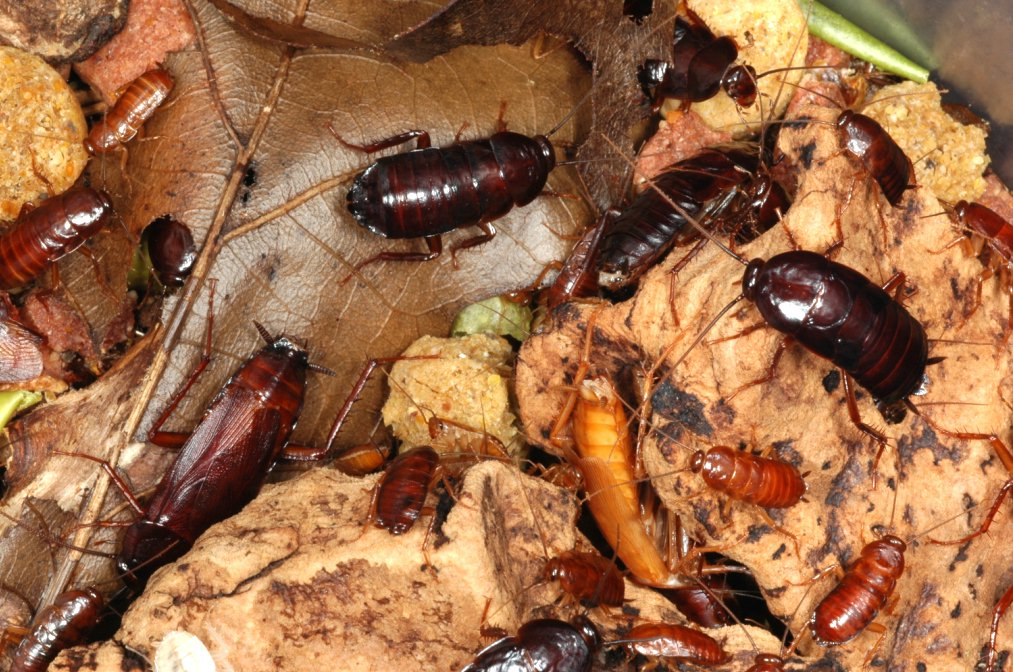

Erősen urbanizálódott, szinte már csak a városokban, az ember közelségében van jelen. Minden jellegű szerves hulladékot elfogyaszt, illetve az élelmiszerkészletek beszennyezésével kárt is okozhat. Az éhezést jól tűri, hetekig is elviseli, ha nincs tápláléka, a szomjazásba azonban néhány nap után belepusztul. Éjszakai életmódot folytat, ilyenkor gyors mozgással közlekedik táplálékot keresve.

### Szaporodás, egyedfejlődés
A párzást hosszan tartó udvarlási ceremónia előzi meg. A nőstény petéit megkeményedő kokonba helyezi. A petetokban 16-28 pete foglal helyet. A konyhai csótány a petetokot csak 1-6 napig cipeli, ezt követően elrejti, amelyből a lárvák 2-4 hónap múlva kelnek ki. 1-3 év alatt válnak ivaréretté.
Terjeszkedésük horizontális irányban általában lassú, többnyire az ember közbenjárásával történik, vertikális irányban azonban gyorsan terjeszkednek.

## Kártétele
Ártalmuk részben fertőző betegségek terjesztésében nyilvánulhat meg, részben pedig lakásban megtelepedve allergiás reakciókat idézhetnek elő, de undorkeltésük miatt pszichés visszatetszést is kelthetnek.

### Szennyező hatás
Fertőző betegség terjesztő szerepük abból ered, hogy a csótányok, életmódjukból adódóan, rendszerint környezetünk szennyezett helyein (pl. a csatornában, szeméttárolóban stb.) tartózkodnak, ahol az ott levő fertőző anyagokkal táplálkoznak, de az ember közvetlen környezetében található élelmiszereket is rendszeresen látogatják, és szívesen fogyasztják. Leggyakrabban különféle gyomor-bélrendszeri megbetegedést kiváltó mikroorganizmusok terjesztésében működhetnek közre. A csótányok megjelenése higiénés szempontból tehát különösen olyan helyeken kritikus, ahol kórokozók jelentős számban fordulhatnak elő (pl. kórházakban, vagy otthon ápolt fertőző beteg környezetében).

### Allergizáló hatás
Allergizáló tulajdonságuk, a csótányok közvetlen érintésekor jelentkező bőrizgató hatás régóta ismert, újabban pedig egyre inkább előtérbe kerül. Világszerte egyre több adat utal arra, hogy a csótány váladéka és ürüléke, illetve külső takarójának fehérjetartalma, valamint az azon levő illat- és bűzmirigyek váladékai testidegen anyagnak (allergénnek) tekinthetők.

## Irtása
A csótányok irtására — más kártevőkkel együtt — egész iparág fejlődött ki, melyek folyamatosan új módszerekkel, nagy hatékonysággal képesek a kártevők irtására.
Az egyik irtási módszer a sávpermetezés. Ebben az esetben kontakt hatású irtószer kerül kijuttatásra (érintőméreg), melyen a csótány áthalad és az így felszívódó hatóanyagnak köszönhetően elhullik a rovar.
Viszonylag új módszer az úgynevezett „zselézés” vagy „gélezés”, mely során célzottan csótányirtó gélpöttyöket helyeznek ki. A bennük található méreganyag a csótányokra idegméregként hat, néhány óra alatt a pusztulásukat okozva. Az irtási módszereket általában kombinálva használják, de a két módszert nem egyszerre, hanem felváltva.